# 25 апреля
25 апреля — 115-й день года (116-й в високосные годы) по григорианскому календарю.
До конца года остаётся 250 дней.
До 15 октября 1582 года — 25 апреля по юлианскому календарю, с 15 октября 1582 года — 25 апреля по григорианскому календарю.
В XX и XXI веках соответствует 12 апреля по юлианскому календарю.

## Праздники и памятные дни
См. также: Категория:Праздники 25 апреля

### Международные
- ООН:
  - Международный день делегата[2].
  - Всемирный день борьбы против малярии.

### Национальные
- Австралия,  Новая Зеландия — День АНЗАК.
- Эсватини — День национального флага[3] (1967).
- Италия — День освобождения[итал.].
- Казахстан — День казахстанского футбола[4].

### Религиозные

#### Католицизм
- Памяти евангелиста Марка
- Памяти аббата монастыря Лоббы (Бельгия) Эрмина
- Памяти миссионера Бетанкур, Педро де Сан-Хосе
- Память священника Джованни Баттисты Пьямарты

#### Православие[5][6]

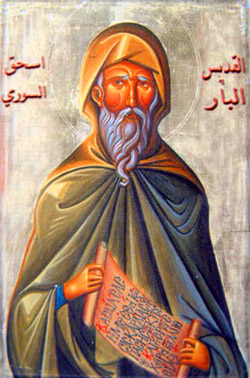
Исаак Сирин

- Память преподобного Василия исповедника, епископа Парийского (после 754)
- Память священномученика Зинона, епископа Веронийского (ок.260)
- Память преподобного Исаака Сирина, в Сполете Италийском (550)
- Память преподобномучеников Мины, Давида и Иоанна (после 636)
- Память преподобной Анфусы девы (801)
- Память преподобной Афанасии Эгинской, игуменьи (860)[7]
- Память преподобномученика Сергия Крестникова, послушника (1938)
- Память Муромской (XII) и Белыничской (XIII) икон Божией Матери

### Именины
- Православные: Василий, Давид, Иван, Исаак.
- Католические: Марк, Ярослав.

## События
См. также: Категория:События 25 апреля

### До XVIII века
- 775 — армия Аббасидов разгромила армянских князей в битве при Багреванде.
- 799 — в Риме напали на папу Льва III, но тот был спасён и бежал из города.
- 1185 —  в морской битве при Данноуре дом Минамото победил дом Тайра, Император Антоку утонул.
- 1333 — в Кракове коронован Казимир III Великий, положивший конец феодальной раздроблённости Польши.
- 1433 — князь Юрий Дмитриевич разгромил в битве на Клязьме Василия II, после чего занял великокняжеский престол в Москве.
- 1607 — нидерландский флот уничтожает испанский в битве при Гибралтаре.
- 1626 — произошла битва при Дессау — сражение Тридцатилетней войны. Армия Католической лиги под командованием Альбрехта фон Валленштайна нанесла поражение протестантским силам, которыми командовал Эрнст фон Мансфельд.
- 1644 — Крестьянская война в Китае и падение империи Мин: повстанцы Ли Цзычэна вошли в Пекин, император Чунчжэнь покончил с собой.

### XVIII век
- 1707 — Джеймс Фитцджеймс, 1-й герцог Бервик выиграл битву при Альмансе.
- 1719 — в Лондоне выпущено первое издание романа Даниэля Дефо про Робинзона Крузо.
- 1783 — в Анноне (Франция) запущен первый воздушный шар, поднимающийся с грузом, равным весу взрослого человека.
- 1792
  - Руже де Лиль сочинил боевую песню для Рейнской армии. Ныне песня известна как «Марсельеза».
  - во Франции в качестве орудия казни впервые применена гильотина.

### XIX век
- 1808 — учреждена Пражская консерватория, первая в Восточной Европе.
- 1812 — в миланском театре Ла Скала состоялась премьера балета Франца Зюсмайера и Сальваторе Вигано «Орех Беневенто», вдохновившая Никколо Паганини на создание вариаций для скрипки с оркестром «Ведьмы».
- 1816 — Джордж Байрон, преследуемый на родине порочащими его слухами, покинул Англию. Как в результате выяснилось, навсегда.
- 1823 — в Вильне по приказу генерал-губернатора Римского-Корсакова истреблялось масонское имущество: в присутствии полиции сжигались подсвечники, звёзды, черепа и другие ритуальные предметы и декорации[источник не указан 812 дней][значимость факта?].
- 1826 — в Англии запатентован первый автомобиль с двигателем внутреннего сгорания.
- 1839 — вступление английской армии в Кандагар (ныне — Афганистан).
- 1859 — в Порт-Саиде началось строительство Суэцкого канала под руководством французского инженера и дипломата Фердинанда Лессепса.
- 1865 — папа Пий IX утвердил Ференца Листа в сане аббата (Лист принял малый постриг и вступил во францисканский орден терциариев).
- 1867 — японский город Токио впервые открылся для иностранной торговли.
- 1895 — подписан высочайший указ об учреждении в Михайловском дворце Санкт-Петербурга «Русского музея императора Александра III» (открыт в марте 1898 года, ныне — Государственный Русский музей).

### XX век
- 1901 — в штате Нью-Йорк впервые в мире введены автомобильные номера.
- 1905 — в Лондоне открылся III съезд РСДРП, закрыт 10 мая.
- 1911
  - начало 1-го Всероссийского воздухоплавательного съезда (по 30 апреля; председатель Н. Е. Жуковский).
  - один из ранних гидросамолётов «Вуазен-Канар[англ.]» оторвался от воды[8].
- 1926 — в Милане под управлением Артуро Тосканини прошла премьера последней оперы Пуччини «Турандот».
- 1931 — Фердинанд Порше основал компанию Porsche.

Двойная спираль ДНК

- 1940 — на московском автозаводе им. КИМа собран первый опытный советский малолитражный автомобиль «КИМ-10».
- 1942 — образован Московский монетный двор Гознака.
- 1944 — американский генерал Джордж Паттон заявил, что судьба Англии и США — «править миром».
- 1945
  - Начало Сан-Францисской международной конференции 50 стран по выработке Устава ООН (по 26 июня).
  - Встреча на Эльбе советских и американских войск.
- 1951 — над Ки-Уэстом столкнулись самолёты Douglas DC-4 компании Cubana de Aviación и Beechcraft SNB-1 Cansan ВМС США, погибли 43 человека.
- 1953
  - Публикация в журнале «Nature» письма английских учёных Френсиса Крика (Francis Crick) и Джеймса Уотсона (James Watson) о создании модели пространственной структуры ДНК.
  - Сформировано Киевское высшее инженерное радиотехническое училище ПВО страны (КВИРТУ ПВО).
- 1954 — американский исследовательский центр компании «Белл телефон» объявил о создании солнечных батарей.
- 1956
  - В СССР отменена судебная ответственность за прогул, введённая в 1940 году.
  - Совершил первый полёт прототип первого винтокрылого летательного аппарата — в буквальном смысле «летающей лодки» — машины Бенсен И-8И «Джиробоут».
- 1959 — обрушение кинотеатра «Октябрь» в Брянске. Погибли 46 человек.
- 1974 — победа «Революции гвоздик». Свержение фашистского режима в Португалии.
- 1980 — на острове Тенерифе потерпел крушение самолёт Boeing 727 компании Dan-Air, погибли 146 человек. Крупнейшая катастрофа в истории британской авиации.
- 1993 — на референдуме в России большинство населения поддержало политику Ельцина (за — 58,7 %), но отвергло его предложение о роспуске Верховного Совета.

### XXI век
- 2005
  - Болгария и Румыния подписали договор о вступлении в Европейский союз.
  - Крушение в Амагасаки: из-за превышения скорости пассажирский поезд сошёл с рельсов и врезался в здание многоэтажной парковки. Погибли 107 человек.
- 2007 — похороны первого президента России Бориса Ельцина.
- 2015 — в Непале произошло землетрясение магнитудой 7,8 Mw[9]. Повторные землетрясения продолжались до 28 апреля. В Непале погиб 8151 человек, 17 868 ранены[10], пострадали 8 млн человек[11]. В Индии 69 человек погибли и около 270 ранены[12]. В Китае 25 погибших, 117 раненых[13].
- 2022 — Илон Маск купил «Твиттер» за 44 млрд долларов.

## Родились
См. также: Категория:Родившиеся 25 апреля

### До XIX века
- 1214 — Людовик IX (ум. 1270), король Франции (1226—1270), руководитель 7-го и 8-го крестовых походов.
- 1228 — Конрад IV (ум. 1254), король Германии (с 1237), король Сицилии (с 1250), король Иерусалима (с 1228).
- 1284 — Эдуард II (ум. 1327), английский король (с 1307 до своего низложения в январе 1327), из династии Плантагенетов.
- 1757 — Иоганн Тобиас Ловиц (или Товий Егорович Ловиц; ум. 1804), российский химик и фармацевт немецкого происхождения.
- 1767 — Николя Шарль Удино (ум. 1847), французский военный деятель, маршал Франции, граф.
- 1769 — Марк Брюнель (ум. 1849), английский инженер французского происхождения, построивший первый туннель под Темзой.
- 1779 — Александр Измайлов (ум. 1831), русский баснописец, издатель, публицист.

### XIX век
- 1818 — Фёдор Буслаев (ум. 1897), филолог, фольклорист, искусствовед, автор «Исторической грамматики русского языка».
- 1842 — Фёдор Плевако (ум. 1909), российский адвокат и юрист, судебный оратор.
- 1843 — Алиса-Мод-Мэри (Алиса Саксен-Кобург-Готская; ум. 1878), дочь британской королевы Виктории и тёща российского императора Николая II (мать императрицы Александры Фёдоровны).
- 1848 — Николай Щукин (ум. 1924), русский инженер, конструктор паровозов, учёный в области железнодорожного транспорта.
- 1849 — Феликс Клейн (ум. 1925), немецкий математик и педагог, автор известной "Эрлангенской программы".
- 1852 — Леопольдо Алас (ум. 1901), испанский писатель и литературный критик.
- 1873 — Феликс Д’Эрелль (ум. 1949), франкоканадский микробиолог, первооткрыватель бактериофагов.
- 1874 — Гульельмо Маркони (ум. 1937), итальянский радиотехник и предприниматель, лауреат Нобелевской премии (1909).
- 1883 — Семён Будённый (ум. 1973), советский военачальник, герой Гражданской войны, один из первых Маршалов Советского Союза, трижды Герой Советского Союза.
- 1895 — Стэнли Роуз (ум. 1986), британский футбольный арбитр, 6-й президент ФИФА (1961—1974).
- 1900 — Вольфганг Паули (ум. 1958), швейцарский физик-теоретик, лауреат Нобелевской премии (1945).

### XX век
- 1903 — Андрей Колмогоров (ум. 1987), советский математик, академик АН СССР.
- 1906 — Уильям Джозеф Бреннан-младший (ум. 1997), член Верховного суда США.
- 1907 — Василий Соловьёв-Седой (ум. 1979), композитор, пианист, общественный деятель, народный артист СССР, Герой Социалистического Труда.
- 1914
  - Пётр Алейников (ум. 1965), советский киноактёр.
  - Клод Мориак (ум. 1996), французский писатель, сценарист, журналист, литературовед.
- 1917 — Элла Фицджеральд (ум. 1996), американская джазовая певица, 13-кратная обладательница премии «Грэмми».
- 1918
  - Арутюн Акопян (ум. 2005), артист эстрады, фокусник-иллюзионист и манипулятор, киноактёр, народный артист СССР.
  - Астрид Варнай (ум. 2006), американская оперная певица венгерского происхождения.
- 1921
  - Борис Битюков (ум. 2002), советский киноактёр, лауреат Сталинской премии.
  - Карел Аппел (ум. 2006), нидерландский художник, скульптор, график и поэт.
- 1923
  - Альберт Кинг (ум. 1992), американский блюзовый певец, гитарист, автор песен.
  - Анита Бьёрк (ум. 2012), шведская актриса театра и кино.
- 1924 — Эржебет Сёньи (ум. 2019), венгерский композитор, музыковед и педагог.
- 1928 — Юрий Яковлев (ум. 2013), актёр театра и кино, народный артист СССР, лауреат Государственной премии.
- 1929 — Хосе Анхель Валенте (ум. 2000), испанский поэт, литературный критик, эссеист, переводчик.
- 1930 — Пол Мазурски (ум. 2014), американский кинорежиссёр, продюсер, сценарист и актёр.
- 1932 — Николай Кардашёв (ум. 2019), советский и российский астрофизик, академик РАН, директор Астрокосмического центра ФИАН, создатель шкалы Кардашёва.
- 1933 — Ицхак Финци, болгарский актёр театра и кино, театральный деятель.
- 1934 — Мирослав Рафай (ум. 1987), чешский писатель-прозаик.
- 1938 — Сергей Алимов (ум. 2019), советский и российский художник-мультипликатор.
- 1939 — Тарчизио Бурньич (ум. 2021), итальянский футболист, чемпион Европы (1968).
- 1940
  - Михаил Кононов (ум. 2007), актёр театра и кино, заслуженный артист РСФСР, народный артист России.
  - Аль Пачино, американский актёр, кинорежиссёр и сценарист, лауреат премий «Оскар», «Золотой глобус» и др.
- 1941 — Бертран Тавернье (ум. 2021), французский кинорежиссёр и сценарист.
- 1945
  - Владимир Гусев, советский и российский искусствовед, с 1988 года директор Государственного Русского музея.
  - Бьорн Кристиан Ульвеус, шведский гитарист, вокалист и композитор, один из основателей квартета ABBA.
- 1946
  - Анджей Северин, польский актёр («Дантон», «Французская революция», «Список Шиндлера» и др.) и режиссёр.
  - Владимир Жириновский, (ум. 2022), российский политик, основатель и председатель ЛДПР.
  - Талия Шайр (настоящее имя Талия Розе Коппола), американская актриса кино и телевидения.
- 1947 — Йохан Кройф (ум. 2016), нидерландский футболист, серебряный призёр чемпионата мира (1974), футбольный тренер.
- 1952
  - Кетиль Бьёрнстад, норвежский пианист и композитор.
  - Владислав Третьяк, хоккейный вратарь, трёхкратный олимпийский чемпион, многократный чемпион мира и Европы, президент Федерации хоккея России (с 2006).
- 1956
  - Доминик Блан, французская актриса, обладательница 4 премий «Сезар».
  - Светлана Смирнова, советская и российская актриса театра и кино, народная артистка РФ.
- 1958
- Сергей Тараканов, советский баскетболист, олимпийский чемпион (1988), чемпион мира и Европы.
- Дерек Уильям Дик, шотландский певец, поэт и актёр
- 1959 — Андрей Максимов, российский журналист, радио- и телеведущий, писатель, сценарист, режиссёр театра.
- 1960 — Сергей Лисовский, советский и российский медиаменеджер, государственный деятель, предприниматель.
- 1961 — Агнета Андерссон (ум. 2023), шведская гребчиха на байдарках, трёхкратная олимпийская чемпионка.
- 1963 — Дэвид Мойес, шотландский футболист и футбольный тренер.
- 1967 — Майк Булльман, немецкий борец греко-римского стиля, олимпийский чемпион (1992).
- 1969 — Рене Зеллвегер, американская актриса и продюсер, обладательница двух «Оскаров» и др. наград.
- 1975 — Константин Головской, российско-казахстанский футболист.
- 1976 — Тим Данкан, американский баскетболист, 5-кратный чемпион НБА.
- 1981 — Фелипе Масса, бразильский автогонщик, пилот «Формулы 1», вице-чемпион мира (2008).
- 1984 — Симон Фуркад, французский биатлонист.
- 1986 — Алексей Емелин, российский хоккеист, чемпион мира (2012).
- 1988 — Сара Пэкстон, американская актриса, модель и певица.
- 1989 — Мари-Мишель Ганьон, канадская горнолыжница.
- 1991 — Алекс Шибутани, американский фигурист (танцы на льду, выступал с сестрой Майей Шибутани), чемпион четырёх континентов (2016).
- 1993 — Рафаэль Варан, французский футболист, чемпион мира (2018)
- 1994 — Елена Ильиных, российская фигуристка (танцы на льду), олимпийская чемпионка (2014).
- 1996
  - Эллисон Эшли Арм, американская актриса телевидения и кино, комедиантка, певица.
  - Нильс ван дер Пул, шведский конькобежец, двукратный олимпийский чемпион (2022).
  - Мак Хортон, австралийский пловец, олимпийский чемпион (2016).

## Скончались
См. также: Категория:Умершие 25 апреля

### До XIX века
- 1472 — Леон Баттиста Альберти (р. 1404), итальянский учёный, гуманист, писатель, архитектор.
- 1595 — Торквато Тассо (р. 1544), итальянский поэт.
- 1644 — покончил с собой Чжу Юцзянь (р. 1611), последний император династии Мин (1627—1644).
- 1652 — Иосиф, патриарх Московский и Всея Руси (1642—1652).
- 1737 — князь Дмитрий Голицын (р. 1665), русский государственный деятель, сподвижник Петра I.
- 1744 — Андерс Цельсий (р. 1701), шведский астроном, геолог и метеоролог.

### XIX век
- 1820 — Константин Франсуа Вольней (р. 1757), французский просветитель, философ, учёный-ориенталист, политик.
- 1840 — Симеон Дени Пуассон (р. 1781), французский математик, физик, создатель современной математической физики.
- 1870 — Дэниел Маклайз (р. 1806), ирландский художник, представитель викторианского академизма.
- 1873 — граф Фёдор Толстой (р. 1783), русский художник, медальер и скульптор.
- 1891 — великий князь Николай Николаевич (р. 1831), 3-й сын императора Николая I, генерал-фельдмаршал.

### XX век
- 1904 — Елизавета Ахматова (р. 1820), русская писательница и переводчица.
- 1906 — Николай Кутейников (р. 1845), российский военно-морской деятель, учёный-кораблестроитель.
- 1913 — Михаил Коцюбинский (р. 1864), украинский писатель («Fata morgana» и др.), общественный деятель.
- 1928 — Пётр Врангель (р. 1878), российский военачальник, один из предводителей Белого движения.
- 1940 — Вильгельм Дёрпфельд (р. 1853), немецкий архитектор и археолог, исследователь древней архитектуры.
- 1942 — Фемистокл Глюк (р. 1853), немецкий врач-хирург, профессор, автор ряда научных трудов по медицине.
- 1943 — Владимир Немирович-Данченко (р. 1858), российский драматург и режиссёр, народный артист Республики.
- 1948 — Херардо Эрнан Матос Родригес (р. 1897), аргентинский и уругвайский композитор.
- 1954 — Лидия Сейфуллина (р. 1889), советская писательница, педагог, общественный деятель.
- 1960 — Аманулла-хан (р. 1892), король Афганистана (1919—1929), провозгласивший в 1919 независимость от Великобритании.
- 1961 — Роберт Гарретт (р. 1875), американский легкоатлет, двукратный чемпион первой Олимпиады (1896).
- 1969 — Йонас Лид (р. 1881), норвежский и российский предприниматель, дипломат, писатель и коллекционер.
- 1970 — покончила с собой Екатерина Савинова (р. 1926), актриса театра и кино, народная артистка РСФСР.
- 1972 — Джордж Сандерс (р. 1906), британский актёр, лауреат премии «Оскар».
- 1975
  - покончил с собой Майк Брант (р. 1947), французский певец израильского происхождения.
  - Жак Дюкло (р. 1896), руководитель Французской компартии, преемник Мориса Тореза.
- 1978 — Варвара Мясникова (р. 1900), актриса театра и кино, заслуженная артистка РСФСР.
- 1982 — Борис Андреев (р. 1915), актёр театра и кино, народный артист СССР.
- 1985 — Эра Савельева (р. 1913), советский кинооператор и кинорежиссёр, заслуженный деятель искусств РСФСР.
- 1988 — Клиффорд Саймак (р. 1904), американский писатель-фантаст.
- 1995 — Джинджер Роджерс (наст. имя Вирджиния Кэтрин Макмэт; р. 1911), американская актриса, певица и танцовщица, лауреат премии «Оскар».
- 1996 — Сол Басс (р. 1920), американский графический дизайнер, киноплакатист.
- 2000 — Алла Ларионова (р. 1931), актриса театра и кино, народная артистка РСФСР.

### XXI век
- 2001
  - погиб Микеле Альборето (р. 1956), итальянский автогонщик, пилот «Формулы-1», вице-чемпион сезона 1985 года.
  - Виктор Банников (р. 1938), советский и украинский футболист (вратарь), заслуженный мастер спорта СССР.
- 2002 — погибла Лиза Лопес (р. 1971), участница американского вокального трио TLC.
- 2010 — Алан Силлитоу (р. 1928), английский поэт и прозаик.
- 2013 — Александр Лившиц (р. 1946), советский и российский экономист, министр финансов и вице-премьер правительства РФ (1996—1997).
- 2014
  - Тито Виланова (р. 1968),  испанский футболист и тренер.
  - Руслан Горобец (р. 1956), певец, композитор, аранжировщик, заслуженный артист России.
- 2017 — Елена Ржевская (наст. фамилия Каган; р. 1919), советская и российская писательница.
- 2018 — Шухрат Аббасов (р. 1931), советский и узбекский кинорежиссёр, сценарист, педагог, народный артист СССР.
- 2020 — Пер Улов Энквист (р. 1934), шведский писатель-романист, драматург и киносценарист.
- 2023 — Геннадий Богачёв (р. 1945), советский и российский актёр театра и кино, народный артист РСФСР.